# Oroperipatus ecuadoriensis
Oroperipatus ecuadoriensis är en klomaskart som först beskrevs av Eugène Louis Bouvier 1902.  Oroperipatus ecuadoriensis ingår i släktet Oroperipatus och familjen Peripatidae. Inga underarter finns listade i Catalogue of Life.